# Annely Akkermann
Annely Akkermann (sinh ngày 5 tháng 10 năm 1972) là chính khách người Estonia. Trước đây, bà từng giữ chức vụ làm Bộ trưởng Tài chính Estonia từ ngày 19 tháng 10 năm 2022 đến ngày 17 tháng 11 năm 2023.